# Slobidka-Ohrimovețka, Vinkivți
Slobidka-Ohrimovețka (în ucraineană Слобідка-Охрімовецька) este un sat în comuna Ohrimivți din raionul Vinkivți, regiunea Hmelnîțkîi, Ucraina.

## Demografie
Componența lingvistică a localității Slobidka-Ohrimovețka
     Ucraineană (99,78%)
     Alte limbi (0,11%)
Conform recensământului din 2001, majoritatea populației localității Slobidka-Ohrimovețka era vorbitoare de ucraineană (99,78%), existând în minoritate și vorbitori de alte limbi.